# Demokrāti.lv
Demokrāti.lv – łotewska partia polityczna założona w 2009 roku. 

## Historia
Ugrupowanie powstało w 2004, gdy dwóch posłów Māris Gulbis i Ināra Ostrovska odeszło z Klubu Parlamentarnego Nowej Ery, zakładając 11 czerwca 2005 partię polityczną pod nazwą "Nowi Demokraci" ("Jaunie Demokrāti"). W wyborach do Sejmu IX kadencji na Demokratów głos oddało 1,27% wyborców, co oznaczało pozbawienie ugrupowania reprezentacji parlamentarnej. W 2009 partia została przemianowana na Demokrāti.lv. Wystartowała w wyborach samorządowych, uzyskując połowę mandatów w Radzie Miasta i Gminy Skrunda oraz pojedyncze miejsca w Radach Gminy Roja, Engure, Walka, Marupe, Cernikava.